# Zugpersonal

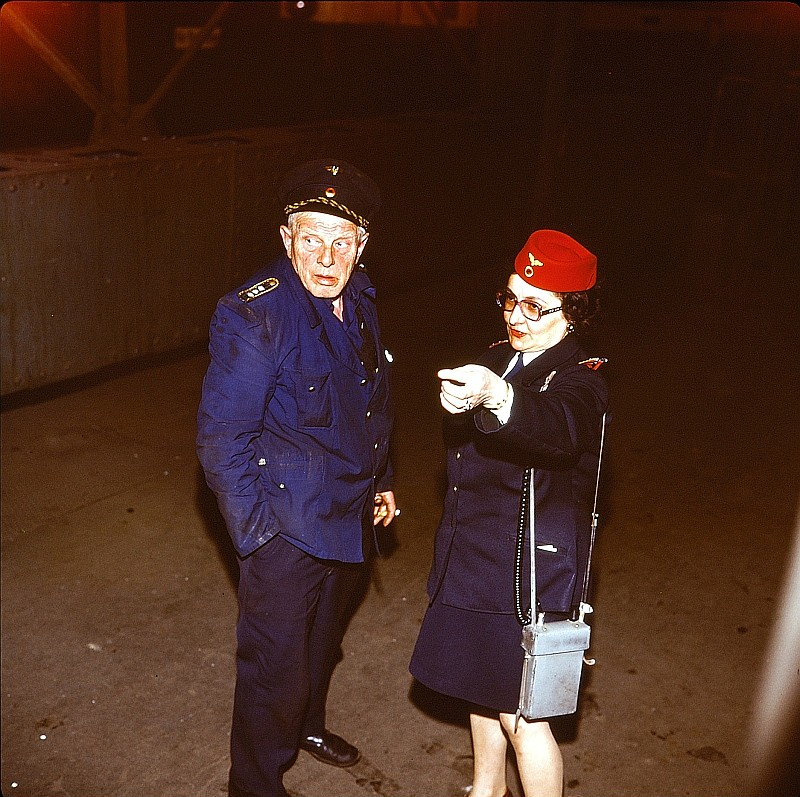
Triebfahrzeugführer und Aufsicht (DR, 1980)

Zugpersonal ist ein Begriff aus dem Eisenbahnwesen. In der Schweiz wird auch das Wort Zugspersonal verwendet. Zum Zugpersonal gehören diejenigen Mitarbeiter eines Eisenbahnverkehrsunternehmens, welche unterwegs für einen Zug verantwortlich sind; es handelt sich um das Triebfahrzeugpersonal und das Zugbegleitpersonal (die Zugbegleiter).

## Zugehörigkeit
Zum Triebfahrzeugpersonal (früher Lokpersonal) gehören der Triebfahrzeugführer (früher Lokführer) und der Triebfahrzeugbegleiter (früher Beimann) oder bei Dampflokomotiven der Heizer. Zu den Zugbegleitern gehören Zugführer und Zugschaffner, in der Schweiz Kondukteur genannt. Die heutigen Berufsbezeichnungen in den Fernverkehrszügen der Deutschen Bahn lauten Zugchef bzw. Zugbetreuer, bei den SBB Zugchef bzw. Reisezugbegleiter. Zugbegleiter werden auch als Kundenbetreuer im Nahverkehr (KiN) oder Kundenbetreuer im Service (KiS) bezeichnet (dieser kann, muss aber nicht Zugführer-Funktion wahrnehmen), außerdem fahren an Bord unbegleiteter Züge auch zeitweise sogenannte Fahrgeldsicherer mit (Bezeichnung: KiN/F). Diese werden in einigen Regionen auch zur Reisendenerfassung herangezogen.

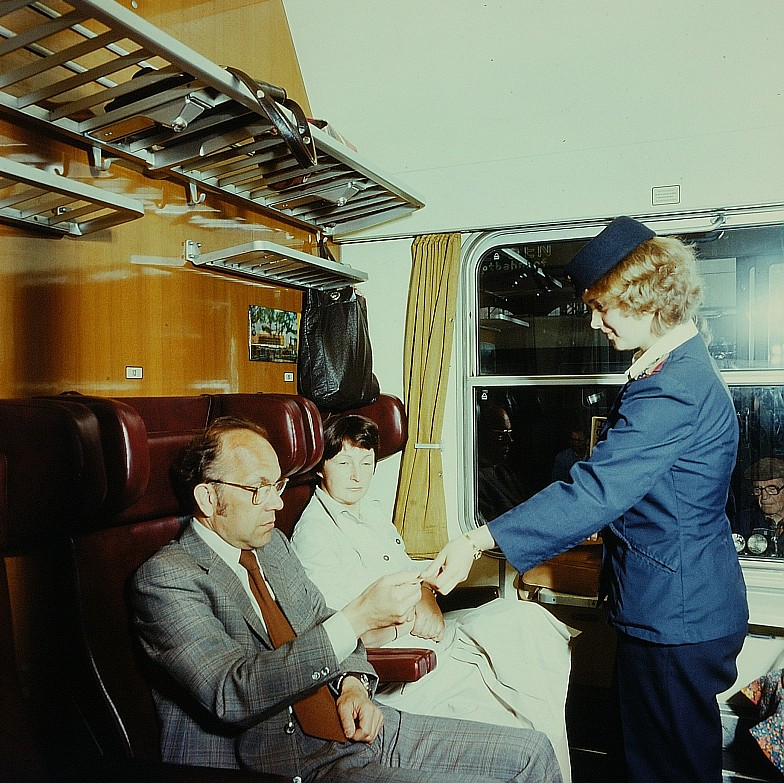
Fahrkartenkontrolle durch das Zugbegleitpersonal (DB, 1975)

Dieses Reisendenerfassungssystem (RES) erfasst Fahrgäste quantitativ und qualitativ, also entweder durch einfache Zählung oder durch Interviews, bei denen der Reisende fast monatlich wechselnde Fragen beantworten kann (über Service, Sauberkeit u. a.). Außerdem werden in einem Erfassungsbogen Daten aus dem Fahrschein festgehalten. Schweizer Bahnunternehmen setzen Reisezugbegleiter, Stichkontrollpersonal und Erhebungspersonal für die Zählung der Reisenden und Erfassung der Fahrausweise zu Abrechnungszwecken ein. Eingehendere Befragungen wie in Deutschland werden in den Zügen nicht gemacht.

## Rangfolge
Das Zugpersonal untersteht dem Zugführer, während des Aufenthaltes in den Bahnhöfen auch dem Fahrdienstleiter. Bei Unregelmäßigkeiten an Fahrzeugen entscheidet der Zugführer und nicht der Triebfahrzeugführer. Dieser kann lediglich technische Informationen weitergeben. Besitzt ein Zug keinen gesonderten Zugführer, ist der Triebfahrzeugführer zugleich Zugführer.